# Flor del Río
Flor del Río es un lugar designado por el censo ubicado en el condado de Starr en el estado estadounidense de Texas. En el Censo de 2010 tenía una población de 122 habitantes y una densidad poblacional de 3.140,3 personas por km².

## Geografía
Flor del Río se encuentra ubicado en las coordenadas 26°24′5″N 98°54′5″O / 26.40139, -98.90139. Según la Oficina del Censo de los Estados Unidos, Flor del Río tiene una superficie total de 0.04 km², de la cual 0.04 km² corresponden a tierra firme y (0%) 0 km² es agua.

## Demografía
Según el censo de 2010, había 122 personas residiendo en Flor del Río. La densidad de población era de 3.140,3 hab./km². De los 122 habitantes, Flor del Río estaba compuesto por el 100% blancos, el 0% eran afroamericanos, el 0% eran amerindios, el 0% eran asiáticos, el 0% eran isleños del Pacífico, el 0% eran de otras razas y el 0% pertenecían a dos o más razas. Del total de la población el 100% eran hispanos o latinos de cualquier raza.